# Kibana
O Kibana é um plugin de visualização de dados de fonte aberta para o Elasticsearch. Ele fornece recursos de visualização em cima do conteúdo indexado em um cluster Elasticsearch. Os usuários podem criar gráficos de barra, linha e dispersão, ou gráficos e mapas de torta em cima de grandes volumes de dados.